# Billaea
Billaea är ett släkte av tvåvingar. Billaea ingår i familjen parasitflugor.

## Dottertaxa tillBillaea, i alfabetisk ordning[1][2]
- Billaea adelpha
- Billaea africana
- Billaea agrianomei
- Billaea atkinsoni
- Billaea biserialis
- Billaea brasiliensis
- Billaea capensis
- Billaea cerambycivora
- Billaea claripalpis
- Billaea communis
- Billaea decisa
- Billaea edwardsi
- Billaea erecta
- Billaea fasciata
- Billaea ficorum
- Billaea fortis
- Billaea friburgensis
- Billaea giacomeli
- Billaea gigantea
- Billaea grandis
- Billaea impigra
- Billaea intermedia
- Billaea interrupta
- Billaea irrorata
- Billaea kolomyetzi
- Billaea kosterae
- Billaea lata
- Billaea lateralis
- Billaea lativentris
- Billaea malayana
- Billaea maritima
- Billaea marmorata
- Billaea menezesi
- Billaea minor
- Billaea monohammi
- Billaea montana
- Billaea morosa
- Billaea nipigonensis
- Billaea orbitalis
- Billaea ovata
- Billaea pectinata
- Billaea plaumanni
- Billaea quadrinota
- Billaea rhigiaeformis
- Billaea robusta
- Billaea rufescens
- Billaea rutilans
- Billaea satisfacta
- Billaea setosa
- Billaea shannoni
- Billaea sibleyi
- Billaea sjostedti
- Billaea solivaga
- Billaea steini
- Billaea triangulifera
- Billaea trivittata
- Billaea trochanterata
- Billaea vanemdeni
- Billaea velutina
- Billaea versicolor
- Billaea vicinella
- Billaea villeneuvei
- Billaea vitripennis
- Billaea zimini